# エリザベス・シュマートフ
エリザベス・シュマートフ（Elizabeth Shoumatoff, ロシア語: Елизавета Николаевна Шуматова, 旧姓: Avinoff, 1888年10月6日 - 1980年11月30日）は、ロシア系アメリカ人の画家である。フランクリン・ルーズベルトの未完成の肖像画やリンドン・ジョンソンとレディ・バード・ジョンソンの肖像画を描いたことで知られる。

## 前半生
ハルキウ（現在のウクライナ）でロシア帝国の貴族軍人一家の末っ子として生まれる。父はロシア帝国陸軍中将のニコライ・アレクサンドロヴィッチ・アビノフ（1844-1911）である。
最年長の兄のニコライは大粛清中の1937年に処刑された。2番目の兄のアンドレイ・アビノフは著名な昆虫学者で美術家である。1917年に夫のレオ・シュマートフと共にアメリカ合衆国に渡り、十月革命後もそこに留まり続けた。レオ・シュマートフは1928年に水死した。

## キャリア
シュマートフはその肖像画の才能によりアメリカ、イギリス、ヨーロッパでの著名な一族から仕事を依頼された。彼女の顧客にはフリック家、デュポン家、メロン家、ボーマン家、ウッドラフ家、ファイアストン家、ルクセンブルク大公室などがあった。1945年4月12日にジョージア州ワームスプリングスでフランクリン・ルーズベルト大統領が脳内出血で倒れた際にシュマートフは彼の肖像画を制作中であった。シュマートフの作業中にルーズベルトは「酷い頭痛がする」と言った。

## 死と遺産
1980年11月に長年暮らしていたニューヨーク州ローカスト・バレーで92歳で亡くなった。ルーズベルトの未完成肖像画のスケッチはフランクリン・D・ルーズベルト・アメリカン・ヘリテージ・センター博物館に寄贈された。彼女の他の作品や後半生の財産はアメリカ美術公文書館に保管されている。